# Bungona
Bungona is een geslacht van haften (Ephemeroptera) uit de familie Baetidae.

## Soorten
Het geslacht Bungona omvat de volgende soorten:
- Bungona illiesi
- Bungona narilla